# Аулиебулак
Аулиебулак — минеральные источники на северном склоне горы Жорга, в 110 км к западу от аула Баршатас в Аягозском районе Восточно-Казахстанской области Казахстана. Выходят из трещиноватых кварцитовых и порфиритовых пород. Воды сульфатно-магниевого состава. Минерализация 0,7—0,9 г/л, температура 6—9 °C, кислая реакция (рн=3). Содержит железо (90—100 мг/л), алюминий (15 мг/л) и другие. По составу аналогичны Марциальным водам Карелии. Могут быть использованы для лечения болезней органов кровообращения.